# Vilcashuaman
Vilcashuaman, situé à 3 600 m d'altitude et à 115 km d'Ayacucho, fut au temps des incas un important centre administratif et religieux dont il subsiste d'imposants vestiges dont le plus imposant est l'Ushno, exemple quasi unique de pyramide inca, édifiée en quatre terrasses de blocs de granit soigneusement appareillés.
Sur la plate-forme supérieure est déposé un trône à deux places, taillé dans un seul bloc. Depuis la plate-forme, on aperçoit une vaste esplanade, en partie occupée par les vestiges d'une vaste demeure rectangulaire qui passe pour avoir été une résidence de l'Inca Tupac Yupanqui et d'un bâtiment plus petit, qui devait renfermer la garnison. L'esplanade devait être ceinturée d'une enceinte, comme en témoigne une grande porte et des fragments de murailles incas.